# Fatoumata Coly
Fatoumata Coly (* 3. Januar 1984) ist eine ehemalige senegalesische Leichtathletin, die sich auf den Sprint spezialisiert hat.

## Sportliche Laufbahn
Erste internationale Erfahrungen sammelte Fatoumata Coly im Jahr 2001, als sie bei den Jugendweltmeisterschaften in Debrecen über 100 und 200 Meter mit 12,67 s und 26,84 s jeweils in der ersten Runde ausschied und auch mit der senegalesischen Sprintstaffel (1000 Meter) mit 2:25,40 min den Finaleinzug verpasste. Im Jahr darauf startete sie mit der 4-mal-100-Meter-Staffel bei den Juniorenweltmeisterschaften in Kingston und schied dort mit 47,55 s im Vorlauf aus. 2003 gewann sie bei den Juniorenafrikameisterschaften in Garoua in 12,01 s die Bronzemedaille im 100-Meter-Lauf und sicherte sich auch im Staffelbewerb in 46,84 s die Bronzemedaille. Anschließend nahm sie an den Afrikaspielen in Abuja teil und verzichtete nach der Vorrunde über 100 Meter auf ein weiteres Antreten. Im Jahr darauf schied sie bei den Afrikameisterschaften in Brazzaville mit 11,97 s im Halbfinale über 100 Meter aus und gewann in 45,21 s gemeinsam mit Aïda Diop, Aïssatou Badji und Aminata Diouf die Bronzemedaille mit der Staffel hinter den Teams aus Nigeria und Südafrika. Sie setzte ihre Karriere mit Unterbrechungen bis ins Jahr 2017 fort und beendete dann im Alter von 33 Jahren ihre aktive sportliche Laufbahn.

## Persönliche Bestleistungen
- 100 Meter: 11,1 s, 13. Juni 2004 in Dakar
- 200 Meter: 24,12 s, 13. Juni 2004 in Dakar